# Crematogaster victima
Crematogaster victima är en myrart som beskrevs av Smith 1858. Crematogaster victima ingår i släktet Crematogaster och familjen myror.

## Underarter
Arten delas in i följande underarter:
- C. v. allegrensis
- C. v. cisplatinalis
- C. v. cubaensis
- C. v. nitidiceps
- C. v. obscurata
- C. v. victima

## Bildgalleri

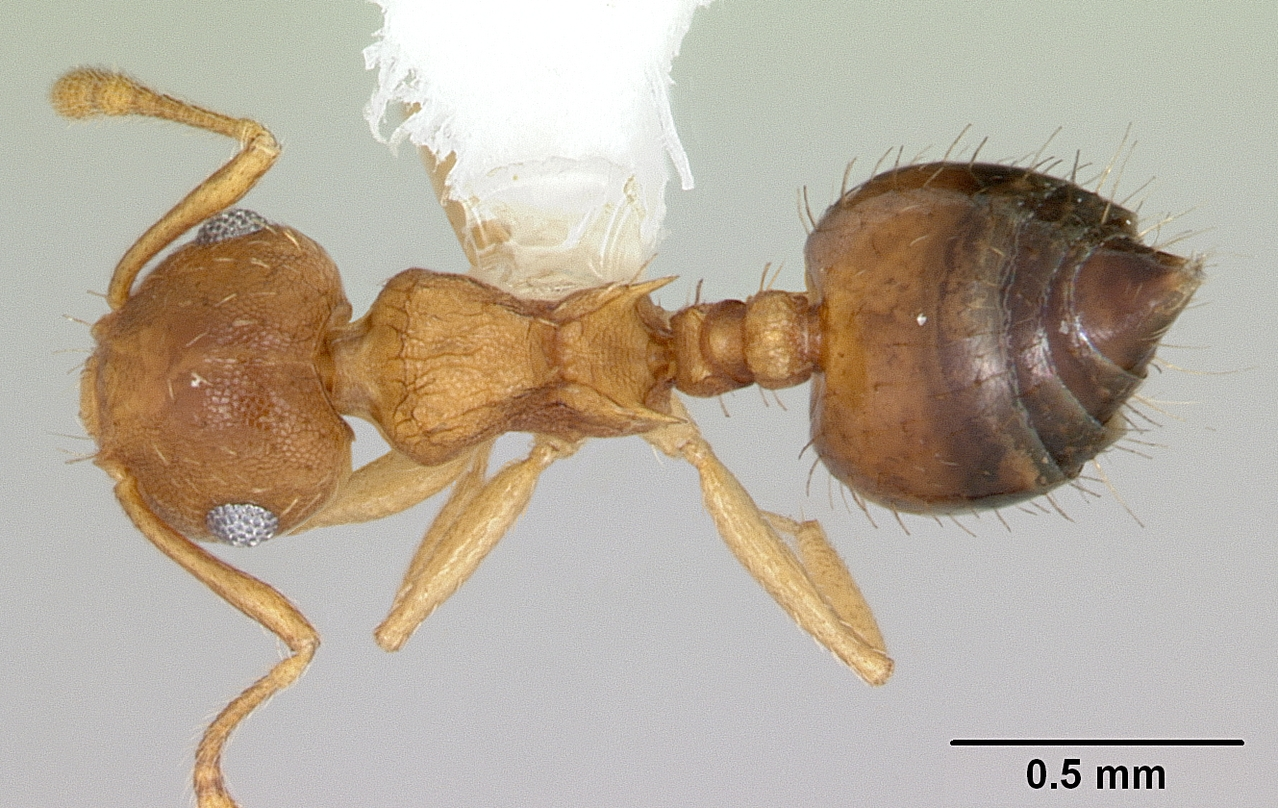
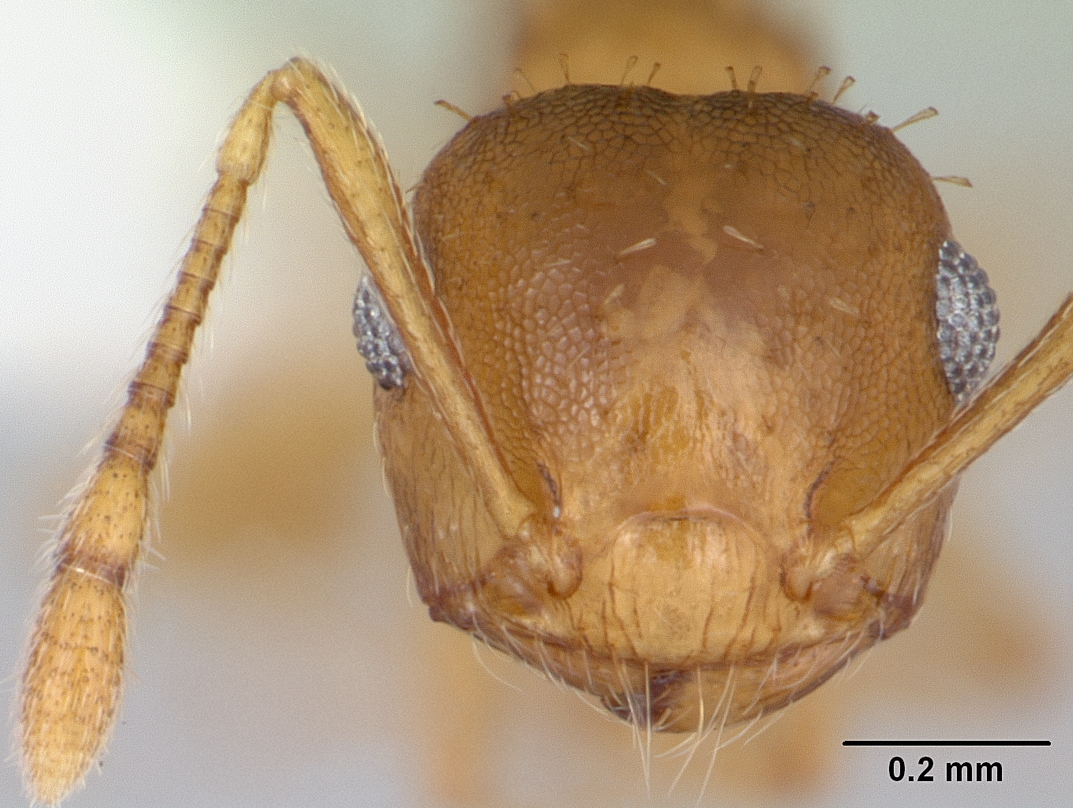
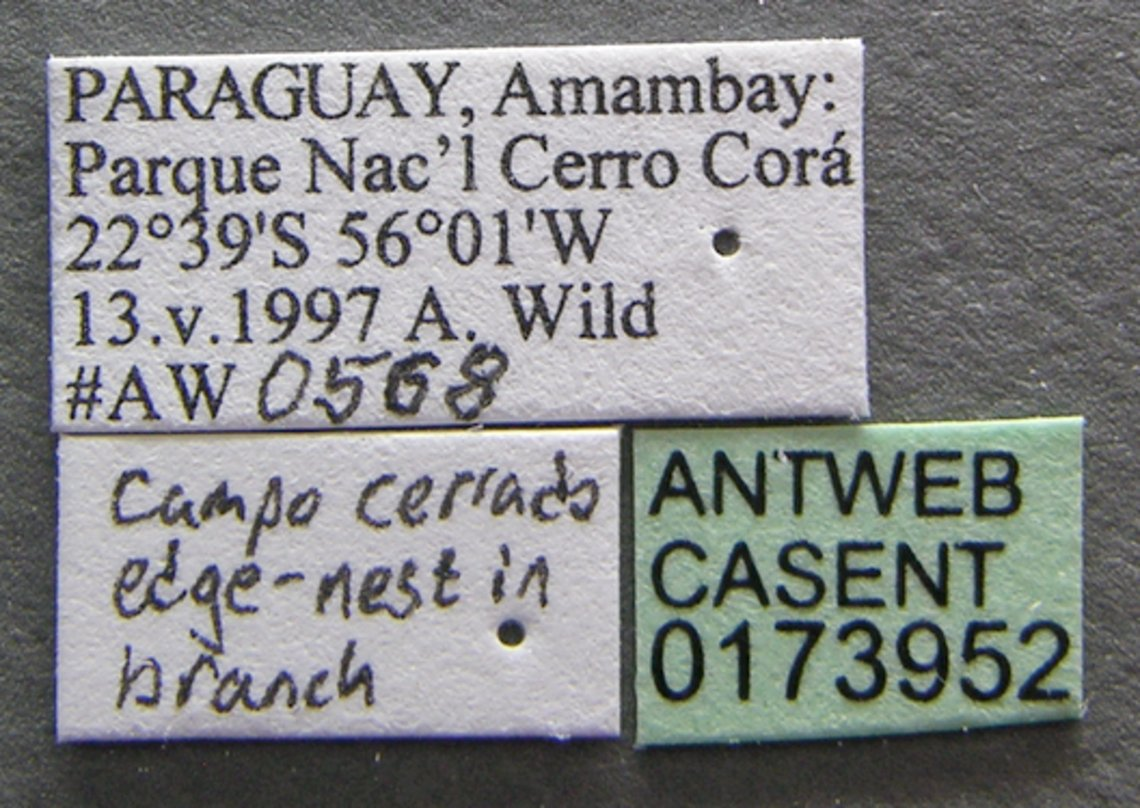
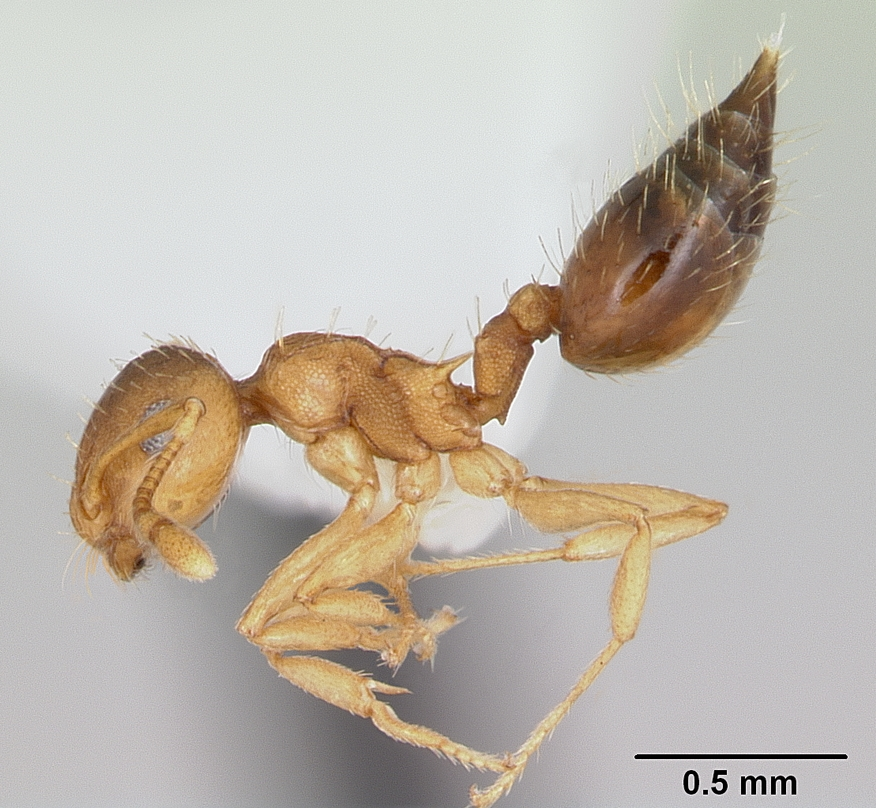
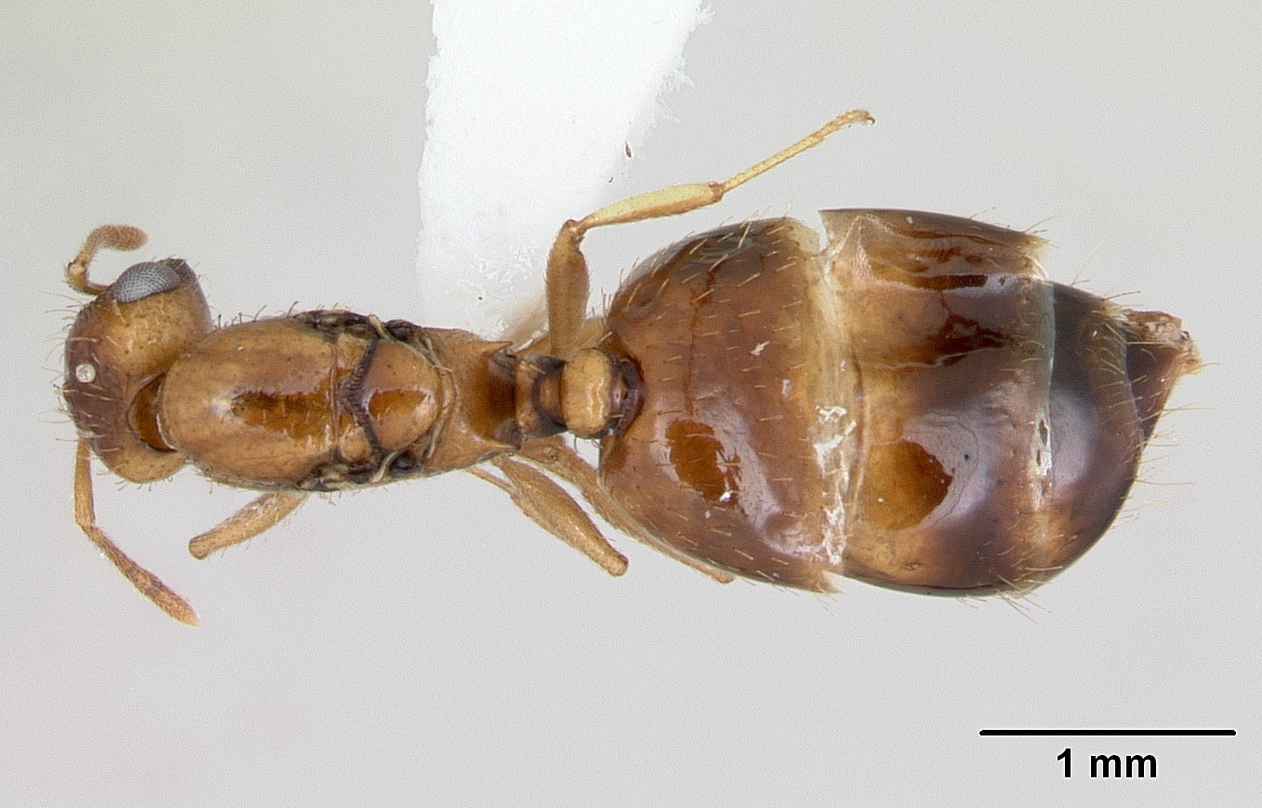
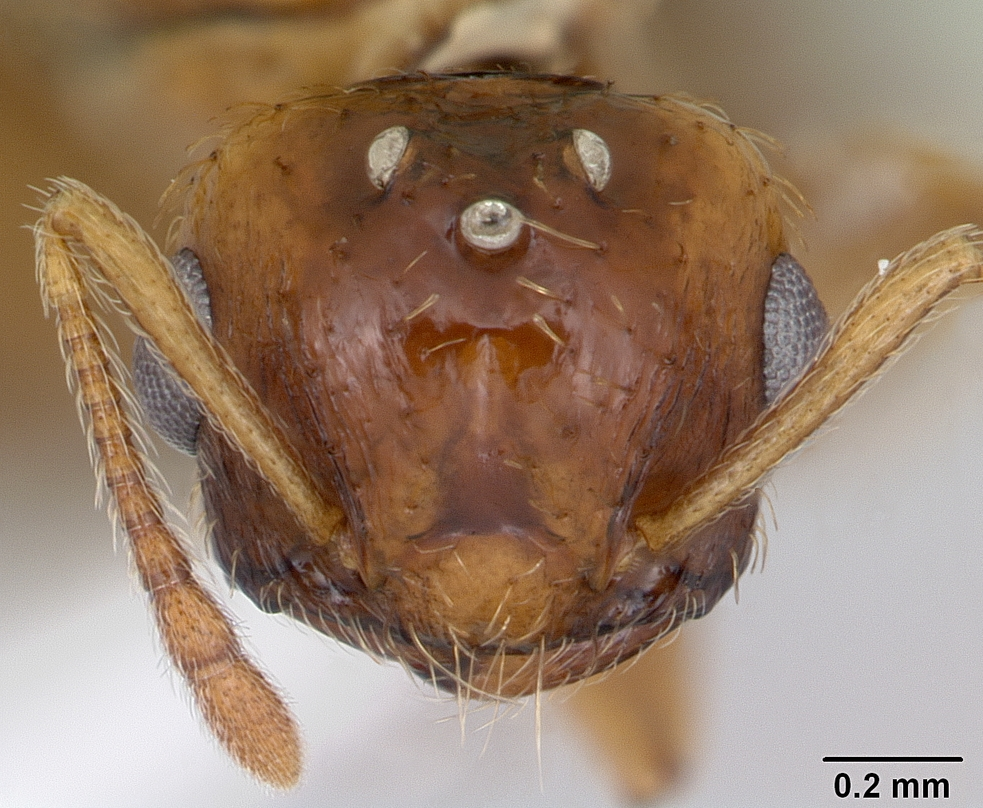